# Torneo de Río de Janeiro 2022
El Rio Open 2022 fue un evento de tenis del circuito ATP Tour 500. Se disputó en Río de Janeiro, Brasil en el recinto del Jockey Club Brasileiro desde el 14 hasta el 20 de febrero de 2022. Volvió a formar parte del calendario ATP después de su cancelación en 2021 por la pandemia del covid-19.

## Distribución de puntos
| Modalidad            | Campeón | Finalista | Semifinales | Cuartos de final | 2.ª ronda | 1.ª ronda | Clasificados | 2.ª ronda de clasificación | 1.ª ronda de clasificación |
| Individual masculino | 500     | 330       | 200         | 100              | 50        | 0         | 25           | 13                         | 0                          |
| Dobles masculino     | 500     | 300       | 180         | 90               | –         | –         | 45           | 25                         | 0                          |

## Cabezas de serie

### Individuales masculino
| Tenista           | Ranking | Preclasificado |
| Matteo Berrettini | 6       | 1              |
| Casper Ruud       | 8       | 2              |
| Diego Schwartzman | 15      | 3              |
| Pablo Carreño     | 16      | 4              |
| Christian Garín   | 20      | 5              |
| Lorenzo Sonego    | 22      | 6              |
| Carlos Alcaraz    | 29      | 7              |
| Albert Ramos      | 32      | 8              |

- Ranking del 7 de febrero de 2022.[3]

### Dobles masculino
| Tenista                            | Ranking | Preclasificado |
| Marcel Granollers Horacio Zeballos | 13      | 1              |
| Juan Sebastián Cabal Robert Farah  | 22      | 2              |
| Jamie Murray Bruno Soares          | 37      | 3              |
| Ariel Behar Gonzalo Escobar        | 85      | 4              |

## Campeones

### Individual masculino
Carlos Alcaraz venció a  Diego Schwartzman por 6-4, 6-2

### Dobles masculino
Simone Bolelli /  Fabio Fognini vencieron a  Jamie Murray /  Bruno Soares por 7-5, 6-7(2-7), [10-6]